# Blåvanga
Blåvanga (Cyanolanius madagascarinus) är en fågel i familjen vangor inom ordningen tättingar.

## Utseende och läte
Blåvangan är en vackert färgad medelstor vanga i blått och vitt. Hanen är lysande blå ovan och vit under, med blå näbb och svart på hakan och främre delen av ansiktet. Honan är mattare blå, med mörk näbb. Lätet består av ett raspigt grälande ljud som upprepas konstant. 

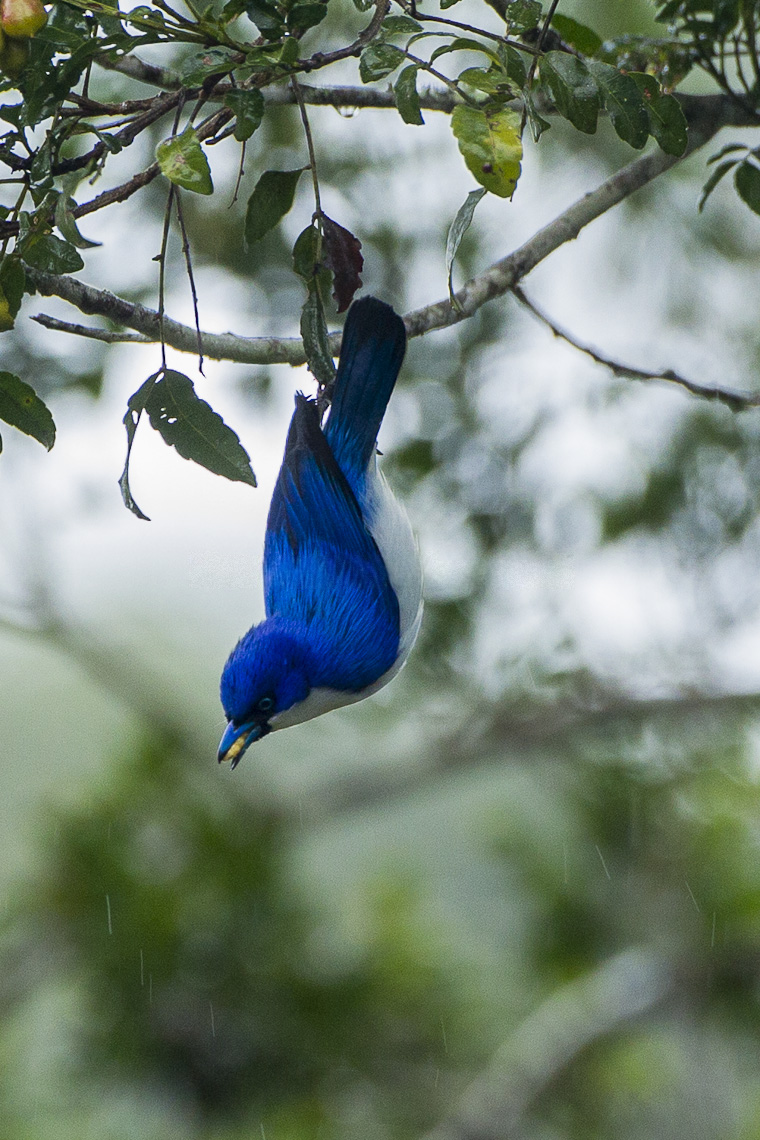

Hona komorvanga, tidigare behandlad som del av blåvangan, skiljer sig från hona blåvanga genom mer violblå snarare än turkosblå ovansida, ljusblå huvudsida utan svart samt rent skärbeige snarare än gråtonat beige undersida. Hanen har mycket mindre svart prunt ögat och på hakan än hane blåvanga. Båda könen har också något större storlek med längre näbb.

## Utbredning och systematik
Blåvanga förekommer i skogar på norra och centrala Madagaskar. Den behandlas som monotypisk, det vill säga att den inte delas in i några underarter. Tidigare inkluderades komorvanga (Cyanolanius comorensis) i arten, men urskildes 2016 som egen art av BirdLife International, 2022 av tongivande eBird/Clements och 2023 av International Ornithological Congress.

## Levnadssätt
Blåvangan hittas i torra lövskogar, regnskog och galleriskog på låg till medelhög höjd. Den påträffas vanligen i par, oftast i trädtaket och i kringvandrande artblandade flockar.

## Status
Arten har ett stort utbredningsområde och internationella naturvårdsunionen IUCN kategoriserar arten som livskraftig. Beståndsutvecklingen är dock oklar.

## Bilder

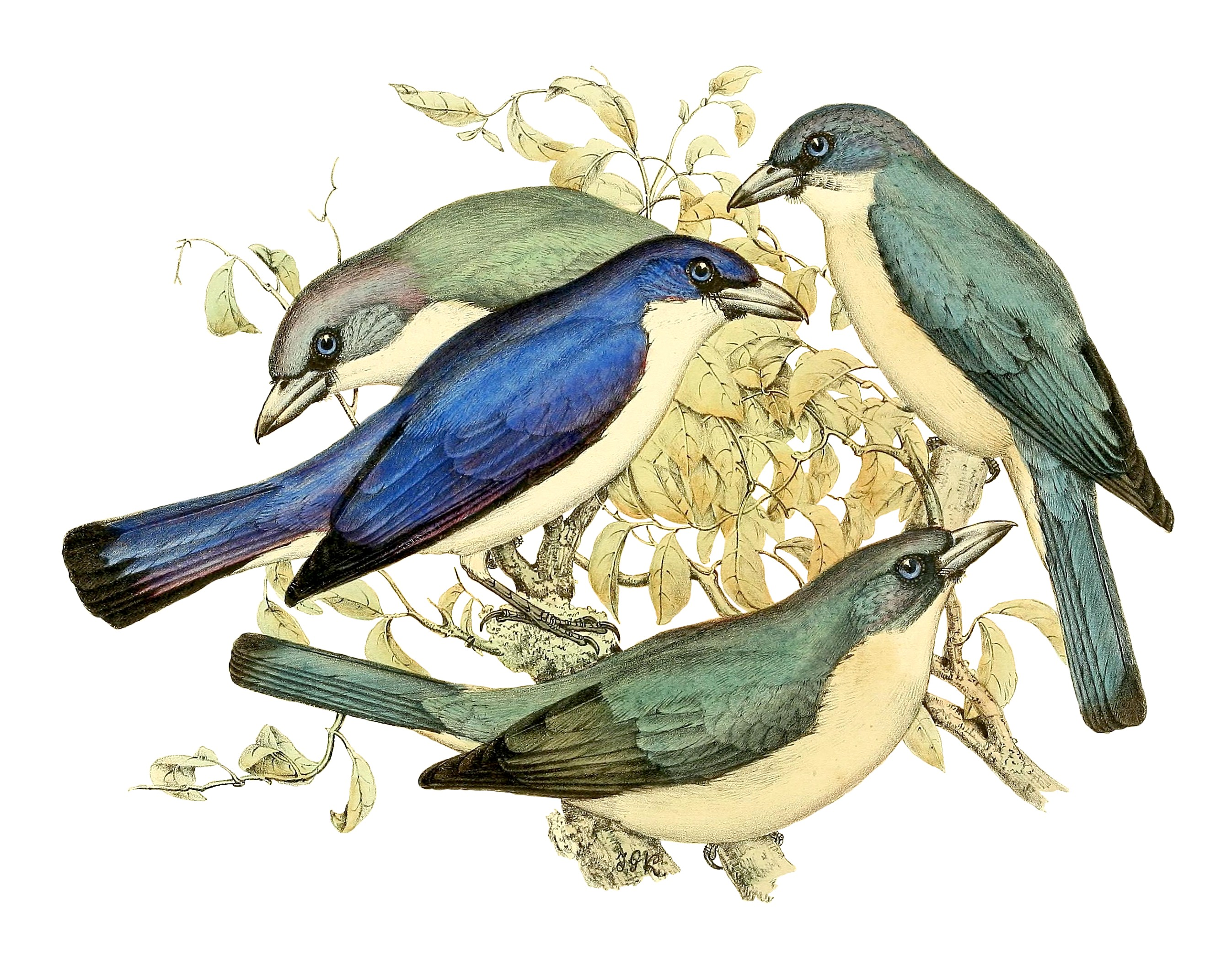
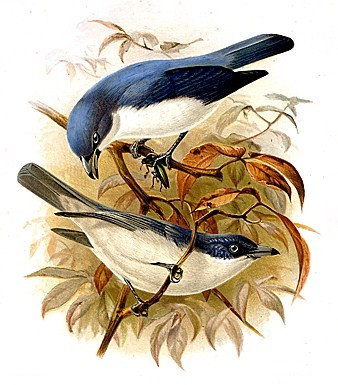